# لوترا إلينيس
لوترا أورياس إلينيس (Λουτρά Ωραίας Ελένης) هي مدينة في كورينثيا في مقاطعة كينتريكي إلادا في اليونان.